# Bitwa pod Riabową Mogiłą
Bitwa pod Riabową Mogiłą – starcie zbrojne, które miało miejsce 28 czerwca 1770 w czasie V wojny rosyjsko tureckiej (1768–1774).
Bitwa była stoczona pod kurhanem Riabowa Mogiła leżącym na zachodnim brzegu rzeki Prut, w pobliżu ujścia rzeki Kałmacuj. Rosyjska I armia pod dowództwem Piotra Rumiancewa w sile 38–39 tys. żołnierzy i 115 dział odniosła zwycięstwo nad armia turecko-tatarską pod dowództwem Kapłan – Gireja (do 70 tys. żołnierzy).
Natarcie wojsk rosyjskich z frontu i skrzydeł stworzył zagrożenie okrążenia przeciwnika i doprowadziło do ucieczki z pola walki wojsk tureckich.